# Forster Gyula Nemzeti Örökségvédelmi és Vagyongazdálkodási Központ

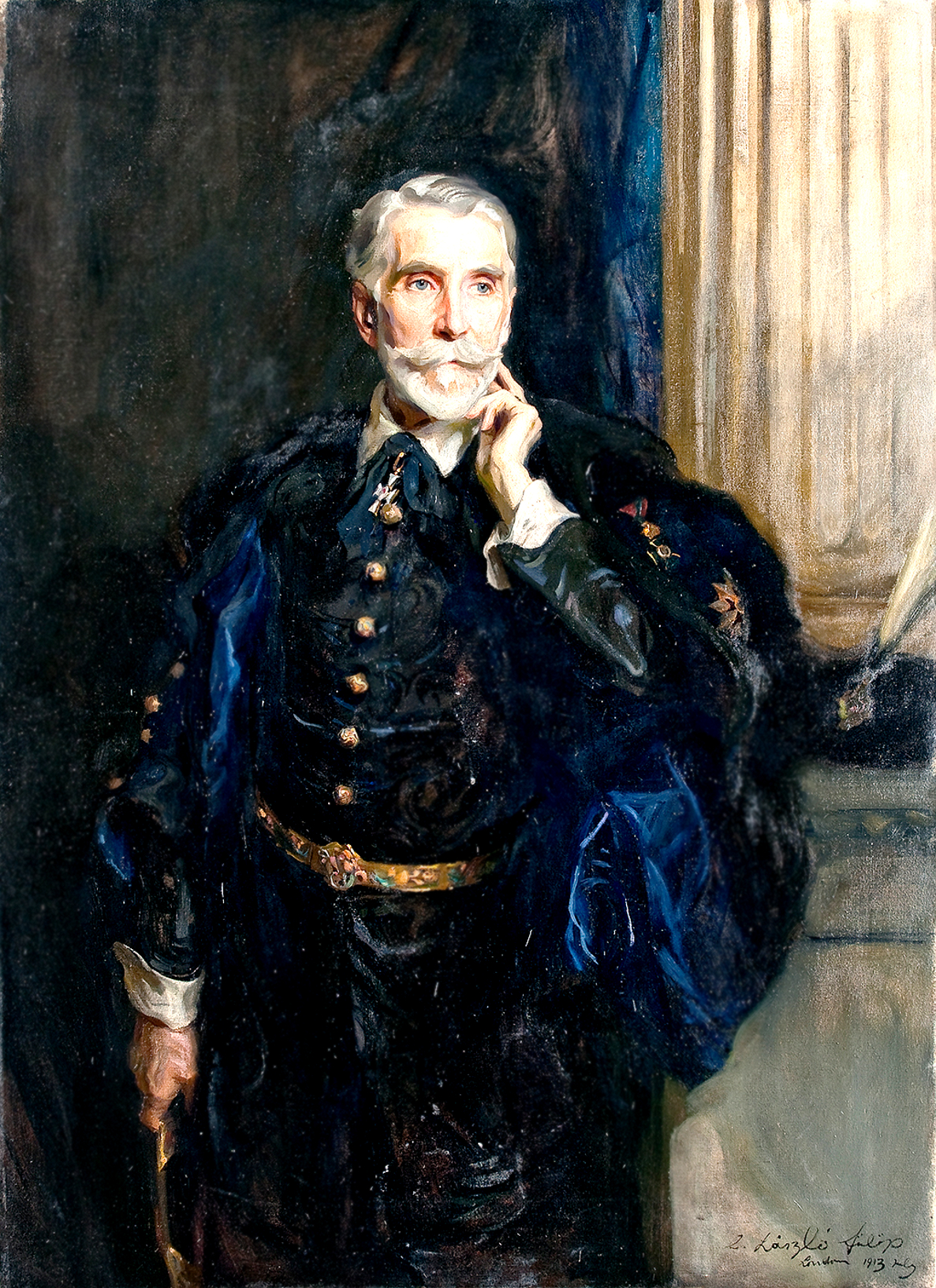
László Fülöp Elek: Forster Gyula jogi és művészeti szakíró, az MTA tagja (1899-1904), a Műemlékek Országos Bizottságának elnöke, portré, 1913

A Forster Gyula Nemzeti Örökségvédelmi és Vagyongazdálkodási Központ (rövidített nevén Forster Központ) magyarországi költségvetési intézmény. 2016. december 31. napján jogutódlással megszűnt, ekkor a Forster Központ élén Sárváry István elnök állt. Az intézmény irányító szerve a Miniszterelnökség volt. A Forster Központ megszüntetésének 2016 eleji bejelentését a Táncsics utcai székház kiürítése követte – részeként a budai vár és várnegyed kormányzati-minisztériumi átalakításának.
Az intézmény névadója báró Forster Gyula művészeti író, a Magyar Tudományos Akadémia és a főrendiház tagja volt.

## Feladatköre
Feladata a műemlékekkel, műtárgyakkal, régészeti és világörökségi helyszínekkel kapcsolatos hatósági, vagyongazdálkodási és tudományos kutatási tevékenység végzése volt.
A műemléki szervezet saját gyűjteménye megőrzésével, feldolgozásával és nem kis részben a határon túlról érkező szakemberek kiszolgálásával jogelődeivel együtt az utóbbi három évtizedben jelentős mértékben járult hozzá a Kárpát-medence országai tudományos együttműködéséhez. Gyűjteménye napi szintű használata képezte a kutatás, a szakszerű tervezés és a hatósági eljárás alapját – jogszabályi kötelezettségként is.

## Története
2012-ben jött létre Forster Gyula Nemzeti Örökséggazdálkodási és Szolgáltatási Központ néven („a kulturális örökségvédelmi hatóságok kijelöléséről és eljárásaikra vonatkozó általános szabályokról” rendelkező 266/2012. (IX. 18.) Korm. rendelet alapján). Jogelődei a Kulturális Örökség Igazgatósága (Kulturális Örökségvédelmi Hivatal), a Műemlékek Nemzeti Gondnoksága és a Nemzeti Filmiroda voltak. Az intézmény élén több vezetőváltást követően – Cselovszki Zoltán 2014. augusztusig, Sághi Attila 2015. májusig –, annak megszüntetésekor Sárváry István állt. A Forster Központ megszűnése után a gyűjtemények átvételét követően, a részben kiürített, karban nem tartott Táncsics utcai épületben csak lezárt, de nem víztelenített távfűtés szétrobbant csöve eláztatta a pincében bedobozolva költözésre váró tervtári dokumentumok egy részét.

## Megszűnése
A Forster Központ 2017. január 1-jével megszűnt, a 378/2016. (XII. 2.) Korm. rendelet alapján. Egyes feladatköreit a Miniszterelnökség, a Magyar Művészeti Akadémia, illetve a Budavári Ingatlanfejlesztő és Üzemeltető Nonprofit Kft. mint jogutódok vették át.

## Gyűjteménye
A Forster Központ 2016 eleji megszűnésének bejelentését követően 2016 májusban az intézmény gyűjteményei bezártak. A gyűjteménybe ekkor a következő anyagok tartoztak:  
- folyóiratokkal együtt megközelítőleg 60 000 kötetet számláló, a Kárpát-medencében páratlan szakkönyvtár
- több mint 700 folyóméternyi (50 000 db) felmérési, terv- és kutatási dokumentáció
- 120 000 rajzot tartalmazó műemléki tervtár
- félmillió felvételt őrző – az üvegnegatívoktól a digitális felvételekig terjedő – fényképtár
- kihelyezett levéltári egységként az intézményes műemlékvédelem 1872-ben kezdődő, teljes történetét magában foglaló irattár

A gyűjtemények anyaga tartalmazta a történelmi Magyarország 1919/1922-ig teljes területének emlékeire vonatkozóan addig összegyűjtött dokumentumokat is.